# Muttergang
Ein Muttergang ist ein Teil des Brutsystems von Borkenkäfern, ausgehend von der Rammelkammer. Das Muttertier legt jeweils ein Ei in eine Einische in den Seitenwänden des Ganges ab. Die Einischen werden dann mit etwas Bohrmehl abgedeckt. Jeder Muttergang kann bis 30 cm lang werden und 20 bis 80 Eier enthalten.